# Hoste (Galanta)
Hoste es un municipio del distrito de Galanta en la región de Trnava, Eslovaquia, con una población estimada a final del año 2024 de 431 habitantes.
Se encuentra ubicado en el centro-sur de la región, en la depresión danubiana y cerca del río Váh (cuenca hidrográfica del Danubio) y de la región de Bratislava.

## Demografía
| Año        | 1994 | 2004    | 2014    | 2024     |
| ---------- | ---- | ------- | ------- | -------- |
| Población  | 496  | 504     | 486     | 431      |
| Diferencia |      | +1,61 % | −3,57 % | −11,31 % |

| Año        | 2023 | 2024    |
| ---------- | ---- | ------- |
| Población  | 432  | 431     |
| Diferencia |      | −0,23 % |